# Hilda Nilsson
Pour les articles homonymes, voir Nilsson.
Hilda Nilsson (24 mai 1876-10 août 1917) est une tueuse en série suédoise d'Helsingborg qui fut connue sous le nom de « la faiseuse d'anges de Bruks Street ». Elle est considérée comme l'une des tueuses en série les plus célèbres de Suède.
En 1917, elle est emprisonnée pour le meurtre de huit enfants. Son procès, incluant un examen psychologique, commença le 2 juin 1917. Au terme du procès, le 15 juin 1917, elle est condamnée à la peine de mort par décapitation. Elle échappe à cette punition en se suicidant alors qu'elle est en prison à Landskrona. Elle se pend avec une toile de lin dans sa cellule.

## Histoire
Hilda Nilsson et son mari Gustaf vivent à Helsingborg, en Suède. Le couple accumule d'importantes dettes et ont besoin d'un moyen de payer leurs factures.
Comme moyen de gagner de l'argent, Hilda Nilsson s'occupe en échange d'argent des nourrissons des mères qui ne sont pas mariées et qui ont besoin d'aide. À cette époque, le fait d'avoir un enfant hors mariage est un crime moral honteux, et le fait de s'occuper de ces enfants moyennant des frais (appelé l'élevage de bébés) est une pratique courante.
Hilda Nilsson tient sa maison propre, ce qui rend les mères plus disposées à laisser leurs enfants à sa charge. Cependant, les petits montants d'argent qu'elle reçoit sont loin d'être suffisants pour subvenir aux besoins de tous les enfants dont elle s'occupe.

## Meurtres

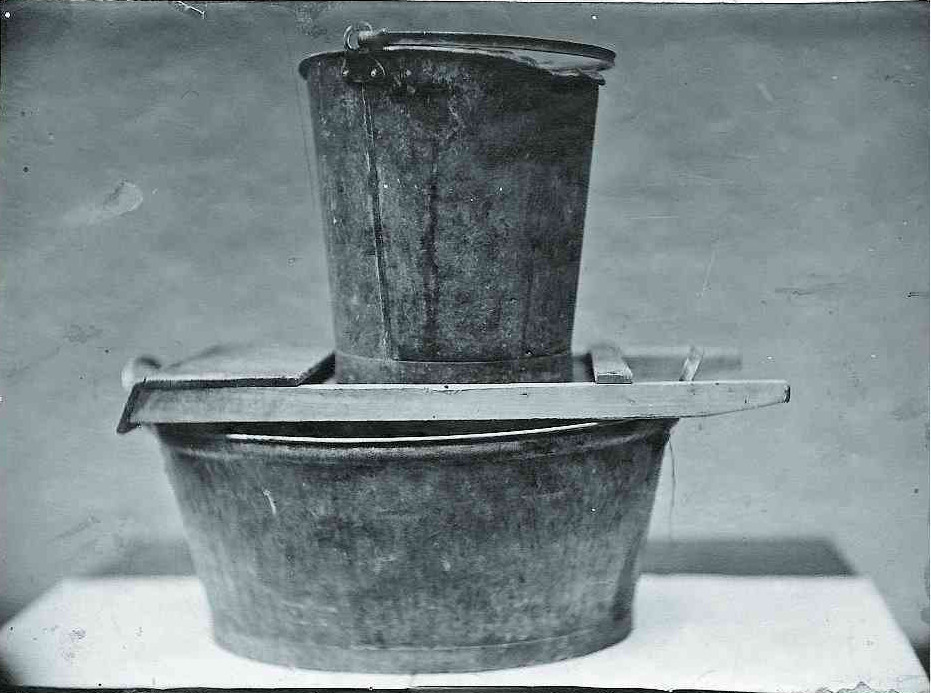
La bassine, la planche à laver et le que Hilda Nilsson utilisait pour noyer les enfants.

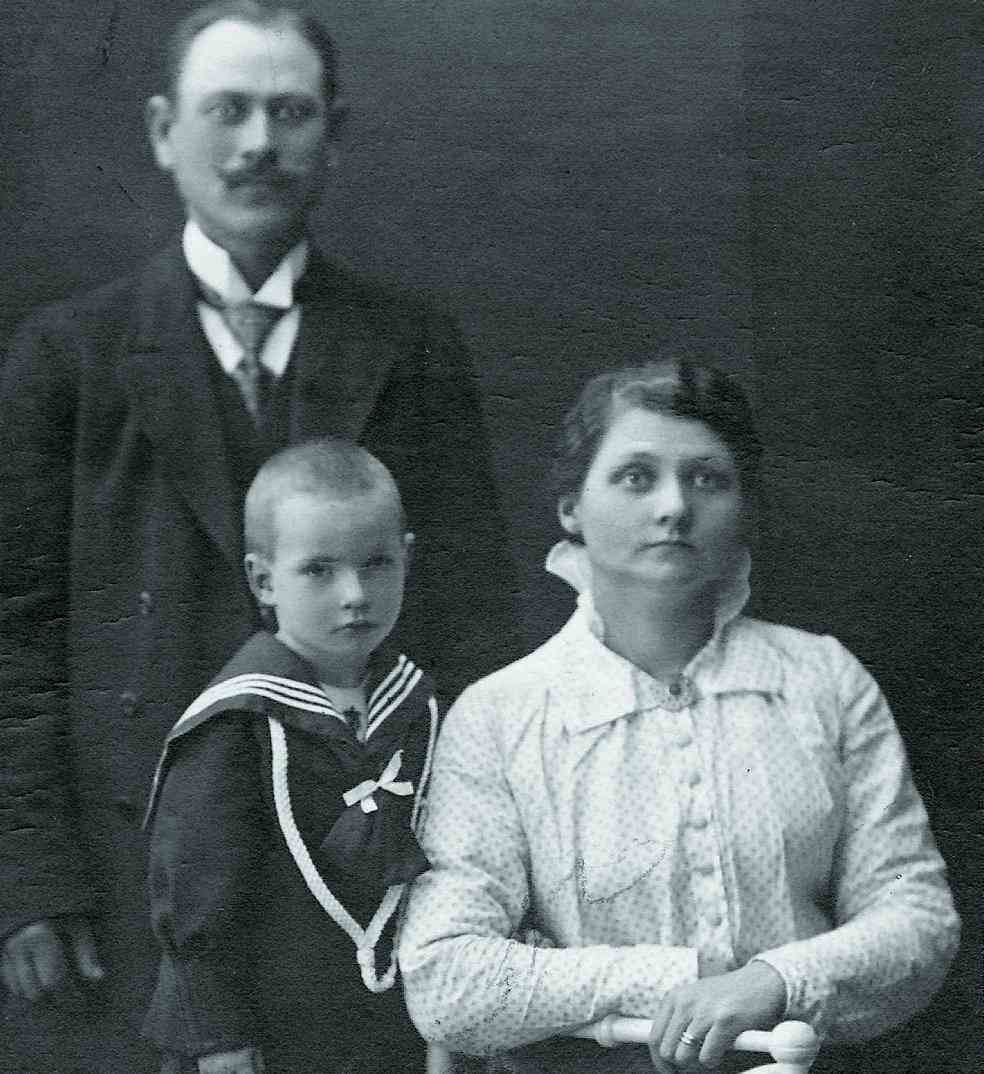
Hilda Nilsson avec son mari Gustaf et un garçon non identifié.

Hilda Nilsson assassine les enfants peu après que leur mère les  laisse à sa charge. C'est tout à fait concevable car les autorités connaissaient rarement l'existence de ces bébés. De plus, les mères ne voulaient presque jamais revenir pour savoir comment leurs enfants s'en sortaient.
L'une des méthodes utilisées par Hilda Nilsson pour assassiner les enfants consiste à les mettre dans une baignoire de lavage, puis à y déposer des objets lourds, comme une planche à laver et du charbon, sur le dessus. Elle quitte ensuite la pièce et revient des heures plus tard, quand les enfants sont morts. L'étape suivante est de les brûler ou parfois, de les enterrer.
Nilsson est différente des autres tueuses d'enfants de cette époque, car elle tuait activement les enfants. La plupart les laissaient simplement mourir de faim dans des conditions de vie insalubres.

## La découverte, le procès et la condamnation
Les crimes de Hilda Nilssonn sont révélés quand une femme nommée Blenda Henricsson veut contacter son enfant. Quand Nilsson refuse, Henricsson demande alors à la police d'enquêter.  La police trouve de nombreuses preuves incriminantes des meurtres.
Hilda Nilsson est condamnée à mort par guillotine. Avant que la sentence ne puisse être exécutée, elle se suicide par pendaison le 10 août 1917. Le même jour, et à l'insu de Nilsson, le tribunal avait commué sa condamnation à mort en peine d'emprisonnement à perpétuité.
Elle est actuellement la dernière prisonnière de l'histoire de la Suède à ne pas avoir été graciée. Elle est morte avant que le pardon ne puisse être officiellement exécuté.